# Samuel Churin
Samuel Churin est un acteur français né le 4 juin 1965 à Alençon.

## Biographie
Il commence à travailler sous la direction de Pierre Guillois, puis il croise Olivier Py avec qui il joue de nombreux spectacles.

## Spectacles
- Sous la direction d'Olivier Py :
  - La Panoplie du squelette et Le Jeu du veuf (cycle de La Servante)
  - Nous les héros de Jean-Luc Lagarce
  - Le Visage d’Orphée, dans la Cour d'honneur du palais des papes (Festival d'Avignon)
  - L'Apocalypse joyeuse
  - La Jeune Fille, le Diable et le Moulin
  - L'Eau de la vie
  - L'Énigme Vilar, dans la Cour d'honneur du palais des papes (Festival d'Avignon)
  - Épitre aux jeunes acteurs, créée au théâtre du Rond-Point et joué notamment à Tokyo, Bogota, Sao Paulo, New York
  - La Vraie Fiancée
- Sous la direction de Dominique Lurcel :
  - Nathan le Sage de Gotthold Ephraim Lessing : Nathan
  - Folies coloniales (compilation)
  - Le Contraire de l'amour d'après le journal de Mouloud Feraoun
- Sous la direction de Robert Sandoz :
  - Océan mer d'Alessandro Baricco
  - Monsieur chasse ! de Georges Feydeau
- Sous la direction d'Olivier Balazuc :
  - Un chapeau de paille d'Italie d'Eugène Labiche
  - Le Génie des bois d'Olivier Balazuc
  - Bonjour Maîtresse de Nicolas Bréhal
- Sous la direction de Guillaume Rannou :
  - J'ai (compilation)
- Sous la direction de John Arnold
  - Norma Jean d'après Joyce Carol Oates
- Sous la direction de Caterina Gozzi
  - Vertige des animaux avant l'abattage de Dimítris Dimitriádis : Philon (avec Thierry Frémont)
- Sous la direction de Philippe Baronnet
  - Bobby Fischer vit à Pasadena de Lars Norén : le père énigmatique et puissant
- Sous la direction d'Agathe Alexis
  - Les Jardins de l'horreur de Daniel Call : Friedo
- Sous la direction de Joan Mompart
  - Faut pas payer de Dario Fo : Giovanni

Son interprétation du journal de Mouloud Feraoun (mis en scène Dominique Lurcel) est saluée par la presse.[réf. nécessaire] Une soirée spéciale au Théâtre national de l'Odéon lui est consacrée.

## Radio
Il enregistre de nombreuses dramatiques pour France Culture, notamment avec Claude Guerre, Christine Bernard Sugy ou Jean-Mathieu Zand.

## Filmographie

### Cinéma
- 2014 : Lucy de Luc Besson : le concierge de l'hôtel
- 2016 : Raid dingue de Dany Boon : un policier
- 2017 : 120 Battements par minute de Robin Campillo : Gilberti (directeur du labo pharmaceutique)
- 2018 : Normandie nue de Philippe Le Guay : Bezon
- 2018 : Amin  de Philippe Faucon : Hervé
- 2020 : La Terre des hommes de Naël Marandin : Saudemon
- 2022 : Reprise en main de Gilles Perret : Chantrel (le chef d'entreprise)

### Télévision

#### Téléfilms
- 2000 : Les Yeux fermés d'Olivier Py : Vincent
- 2022 : L'Affaire Annette Zelman de Philippe Le Guay : Jalby

#### Séries télévisées
- 2023 : Sous contrôle d'Erwan Le Duc
- 2024 : D'argent et de sang de Xavier Giannoli
- 2024 : Surface de Slimane-Baptiste Berhoun